# ゾルカ・カラジョルジェヴィチ
ゾルカ・カラジョルジェヴィチ （セルビア語: Зорка Карађорђевић、1864年12月23日 - 1890年3月16日）は、セルビア王ペータル1世の妃。夫が即位する前に亡くなったため、王妃とは呼ばれない。モンテネグロ名はリュビツァ・ペトロヴィチ＝ニェゴシュ （セルビア語: Љубица Петровић-Његош）。

## 略歴
のちのモンテネグロ王で、当時モンテネグロ主教公であったニコラ1世とその妃ミレナ・ヴコティッチの長女として、ツェティニェで生まれた。
妹たちとともにロシア帝国で教育を受けて帰国後、1883年に当時セルビア王子だったペータルと結婚。5子をもうけた。
- イェレナ（1884年-1962年） - ロシア公イオアン・コンスタンチノヴィチと結婚
- ミレナ（1886年-1887年） - 夭折
- ジョルジェ（1887年-1972年） - 問題を起こして王位継承権を放棄
- アレクサンダル1世（1888年-1934年） - ユーゴスラビア王
- アンドレイ（1890年） - 夭折

1890年、ゾルカは第5子のアンドレイ王子を出産後に急死し、トポラにある聖トポレナツ教会に埋葬された。
妹たちのうち、ミリツァとスタナはともにロシア大公と結婚し、ゾルカの死後、長女イェレナを引き取って養育した。